# Montagsstück
Als Montagsstück  (auch Montagsgerät, Montagsmodell) werden in der Industrie einzelne Halbfertig- oder Fertigerzeugnisse verstanden, die durch zumeist mehrere nicht erkennbar miteinander zusammenhängende Produktionsfehler auffallen. 
Umgangssprachlich betrachtet, handelt es sich dabei um das erste zu Beginn der neuen Arbeitswoche hergestellte Exemplar, bei dem die Arbeitsabläufe noch nicht wieder ihre gewohnte Routine haben, so dass die Genauigkeit der Arbeit leidet („Montagsproduktion“). 

## Automobilbranche
Insbesondere das Montagsauto (oder der Montagswagen, das Zitronenauto) hat sich im Sprachgebrauch festgesetzt. Auch im Niederländischen gibt es das Maandagexemplaar, ein Produkt-Exemplar minderwertiger Qualität, und eben auch das Maandagauto. Im englischen Sprachraum ist für derartige Montagsautos neben dem Begriff lemon („Zitrone“) auch der Begriff friday afternoon car („Freitagnachmittagsauto“) im Gebrauch. Diese Phrase entspricht von der Herkunft her dem deutschen Montagsauto. Nur geht der Volksmund hier davon aus, dass die Arbeiter am Freitag gedanklich bereits im Wochenende sind und daher schlampig arbeiten.
Der Bundesgerichtshof (BGH) hat im Urteil vom 23. Januar 2013 festgestellt: „Ein Neufahrzeug ist dann als ‚Montagsauto‘ zu qualifizieren, wenn der bisherige Geschehensablauf aus Sicht eines verständigen Käufers bei wertender und prognostischer Betrachtung die Befürchtung rechtfertigt, es handele sich um ein Fahrzeug, das wegen seiner auf herstellungsbedingten Qualitätsmängeln – namentlich auf schlechter Verarbeitung – beruhenden Fehleranfälligkeit insgesamt mangelhaft ist und das auch zukünftig nicht über längere Zeit frei von herstellungsbedingten Mängeln sein wird.“